# شهرستان گووگوف
شهرستان گووگوف (به لهستانی: Powiat Głogów) یک شهرستان در لهستان است که در استان سیلزی سفلی واقع شده‌است. شهرستان گووگوف ۴۴۳٫۰۶ کیلومتر مربع مساحت و ۸۷٬۶۵۱ نفر جمعیت دارد.